# Zoël Amberg

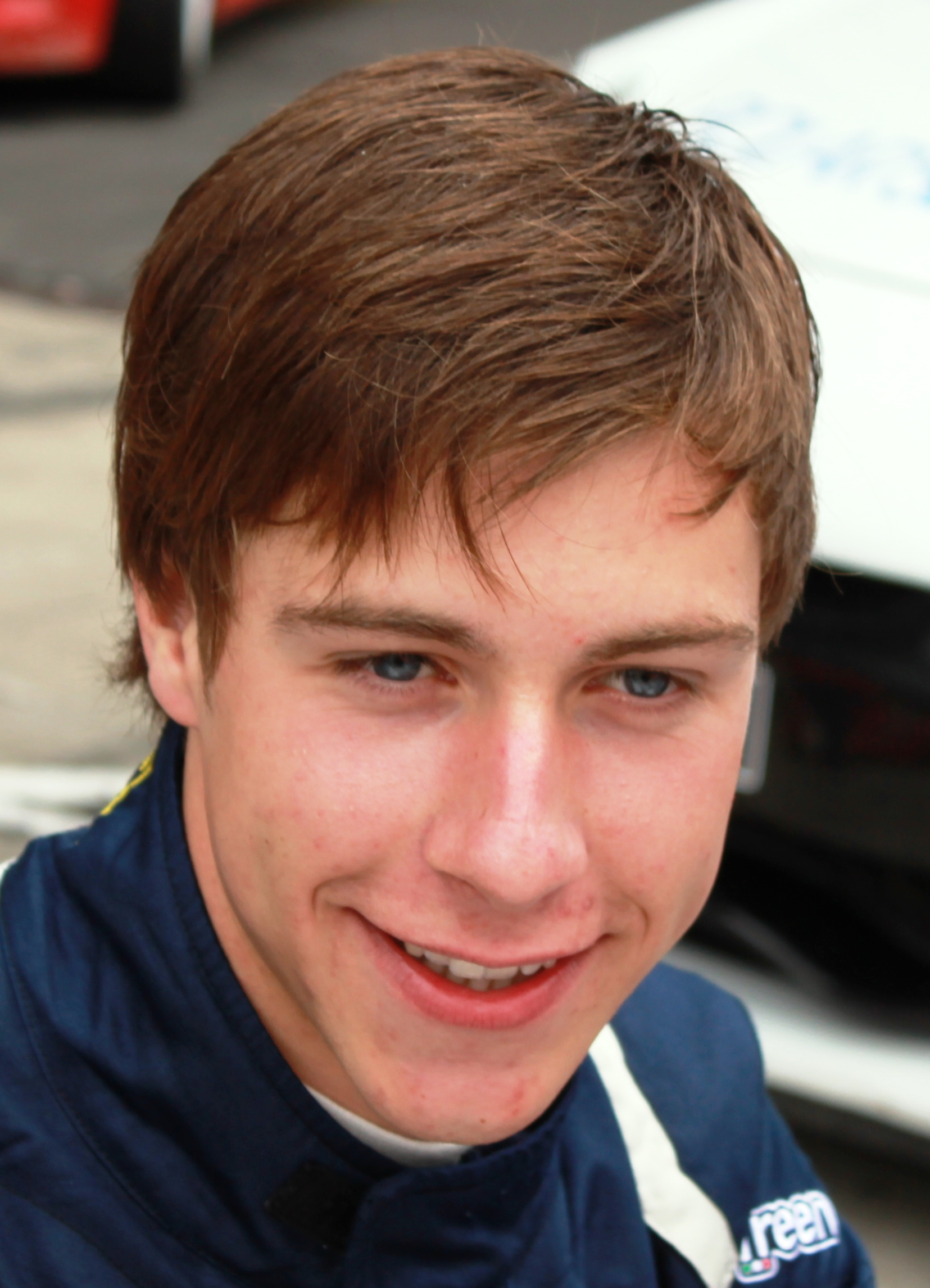
Zoël Amberg 2012

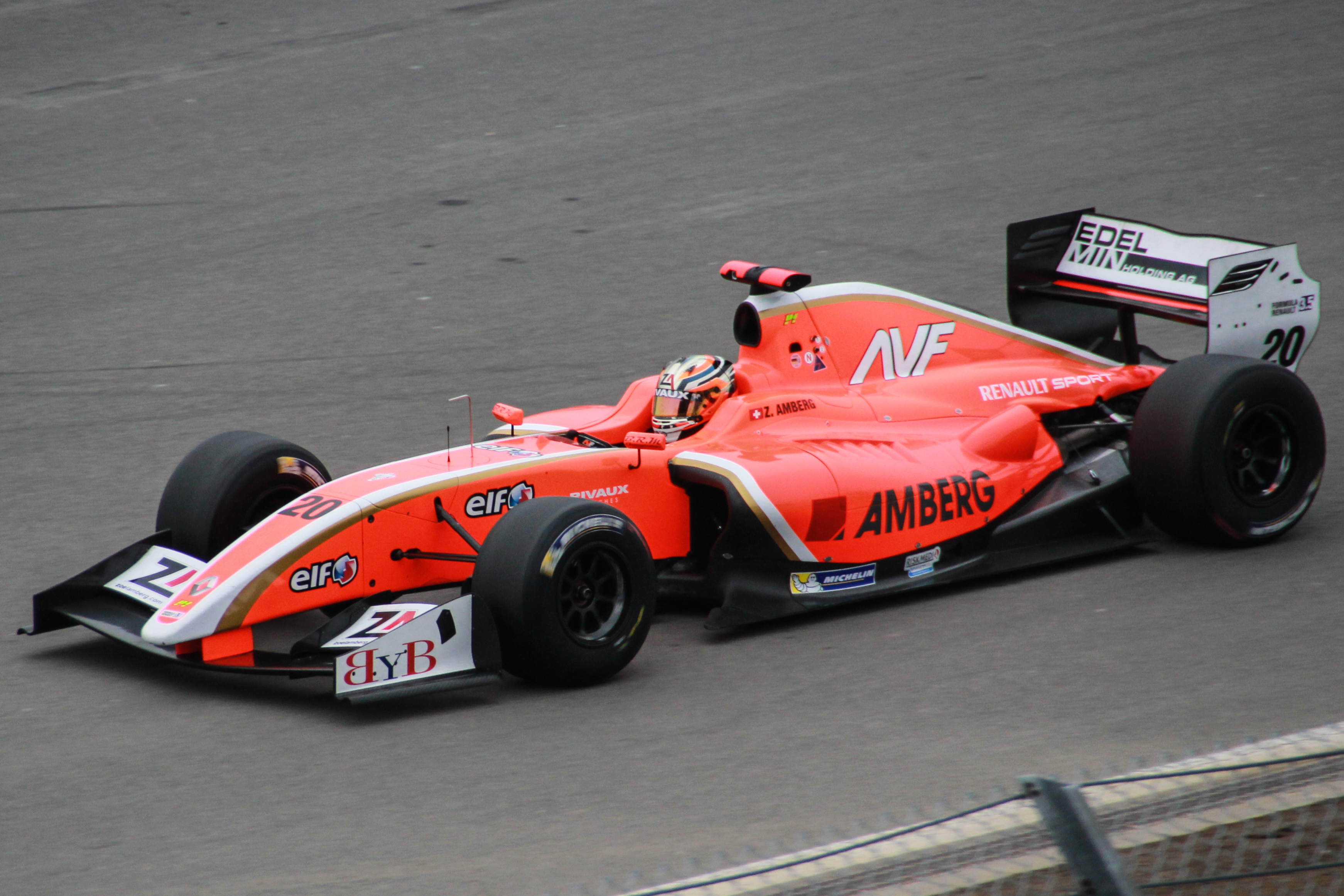
Zoël Amberg beim ersten Rennen der Formel Renault 3.5 auf dem Nürburgring 2014

Zoël Amberg (* 25. September 1992 in Stans) ist ein ehemaliger Schweizer Automobilrennfahrer. Er trat von 2012 bis 2014 in der Formel Renault 3.5 an. Er startete 2015 in der GP2-Serie.

## Karriere
Amberg begann seine Motorsportkarriere 2004 im Kartsport und war bis 2008 in dieser Sportart aktiv. 2009 debütierte er für Jenzer Motorsport im Formelsport. Er trat in drei Rennserien an und wurde mit zwei Siegen Vierter in der italienischen Formel Renault sowie Fünfter in der Schweizer Formel Renault. Außerdem nahm er an einem Rennwochenende der westeuropäischen Formel Renault teil. 2010 blieb Amberg bei Jenzer Motorsport. Am erfolgreichsten war Amberg in der Schweizer Formel Renault, in der dominant den Meistertitel gewann. Er nahm an zehn von zwölf Rennen teil, gewann sechs davon und wurde viermal Zweiter. Außerdem trat Amberg in der Formel Abarth an und entschied in dieser Meisterschaft ein Rennen für sich. Am Ende der Saison musste er sich seinem Teamkollegen Maxim Simin, der Fünfter wurde, geschlagen geben und beendete die Saison auf dem siebten Gesamtrang.
2011 wechselte Amberg zu Atech CRS GP in die GP3-Serie. Er erhielt einen Zweijahresvertrag bei dem britischen Rennstall. Seine erste Saison beendete er punktelos auf dem 28. Platz in der Fahrerwertung. Darüber hinaus nahm er für De Villota Motorsport an drei Veranstaltungen der European F3 Open teil. Dabei stand er viermal auf dem Podest und erzielte einen Sieg. In der Gesamtwertung wurde er Achter.
Trotz eines Zweijahresvertrags endete sein GP3-Engagement am Saisonende und er wechselte zu Pons Racing, für die er 2012 in der Formel Renault 3.5 startete. Sein Teamkollege wurde Yann Cunha. Beide Piloten standen für zwei Saisons unter Vertrag. Amberg fuhr den einzigen Punkt ein, den Pons in dieser Saison erzielte. Er wurde 26. in der Fahrerwertung. Darüber hinaus nahm er an einem Rennen der Blancpain Endurance Series teil und gab damit sein Debüt im GT-Fahrzeug. 2013 erhielt Amberg mit Nikolai Marzenko einen neuen Teamkollegen bei Pons Racing. Ein sechster Platz war seine einzige Punkteplatzierung in der Saison. Mit 8 zu 20 Punkten unterlag er Marzenko teamintern. Amberg erreichte den 24. Platz im Gesamtklassement. 2014 wechselte Amberg innerhalb der Formel Renault 3.5 zu AV Formula. In Wolokolamsk erzielte er mit einem zweiten Platz seine erste Podest-Platzierung, die zugleich die einzige in der Saison blieb. Er verbesserte sich in der Gesamtwertung auf den elften Platz und setzte sich intern mit 66 zu 11 Punkten gegen Beitske Visser durch.
2015 wechselte Amberg in die GP2-Serie zum Team Lazarus. Nach dem Training zum GP2-Lauf in Spielberg zog sich Amberg wegen starken Kopfschmerzen und Schwindelgefühl vom restlichen Rennwochenende zurück. Nachdem er bei einer Veranstaltung aus gesundheitlichen Gründen pausiert und eine Rennfreigabe erhalten hatte, kehrte er in Mogyoród ins Cockpit zurück. Allerdings brach er auch hier das Rennwochenende nach dem Training wegen Unwohlseins ab. Amberg machte zwei Unfälle beim GP2-Lauf in Monte Carlo 2015 für seine gesundheitlichen Probleme verantwortlich. Amberg zog sich anschließend zu einer längeren Regenerationsphase aus dem Motorsport zurück. Darüber hinaus ging Amberg 2015 in der FIA-Langstrecken-Weltmeisterschaft (WEC) an den Start. Er erhielt ein Cockpit bei Morand Racing. Kurz vor dem Saisonauftakt zog Morand, die mit dem Team SARD kooperierten, beide Autos zurück. Nach organisatorischen Umstrukturierungen im Team kehrte Morand zum zweiten Rennen in die Meisterschaft zurück und reduzierte das Aufgebot auf ein Auto. Amberg blieb als Fahrer beim Team. Im Rahmen der WEC debütierte Amberg beim 24-Stunden-Rennen von Le Mans. Auch sein WEC-Engagement unterbrach er aus gesundheitlichen Gründen.

## Statistik

### Karrierestationen
| - 2004–2008: Kartsport - 2009: Italienische Formel Renault (Platz 4) - 2009: Schweizer Formel Renault (Platz 5) - 2009: Westeuropäische Formel Renault - 2010: Schweizer Formel Renault (Meister) | - 2010: Formel Abarth (Platz 7) - 2011: GP3-Serie (Platz 28) - 2011: European F3 Open (Platz 8) - 2012: Formel Renault 3.5 (Platz 26) - 2012: Blancpain Endurance Series, GT3 Pro (Platz 25) | - 2013: Formel Renault 3.5 (Platz 24) - 2014: Formel Renault 3.5 (Platz 11) - 2015: GP2-Serie (Platz 29) - 2015: WEC (Platz 31) |

### Einzelergebnisse in der Formel Renault 3.5
| Jahr | Team        | 1   | 2   | 3   | 4   | 5   | 6   | 7   | 8   | 9   | 10  | 11  | 12  | 13  | 14  | 15  | 16  | 17  | Punkte | Rang |
| ---- | ----------- | --- | --- | --- | --- | --- | --- | --- | --- | --- | --- | --- | --- | --- | --- | --- | --- | --- | ------ | ---- |
| 2012 | Pons Racing | ALC | ALC | MON | SPA | SPA | NÜR | NÜR | MOS | MOS | SIL | SIL | HUN | HUN | LEC | LEC | CAT | CAT | 1      | 26.  |
| 2012 | Pons Racing | 10  | 16  | 14  | 18  | DNF | 16  | 18  | 15  | 13  | DNF | DNF | 13  | 16  | 18  | DNF | 24  | 22  | 1      | 26.  |
| 2013 | Pons Racing | MNZ | MNZ | ALC | ALC | MON | SPA | SPA | MOS | MOS | SPI | SPI | HUN | HUN | LEC | LEC | CAT | CAT | 8      | 24.  |
| 2013 | Pons Racing | 12  | 20* | 17  | 19  | 20  | 19  | 16  | 21  | 22  | 11  | 19* | 19  | 18  | 13  | 15  | 6   | 12  | 8      | 24.  |
| 2014 | AVF         | MNZ | MNZ | ALC | ALC | MON | SPA | SPA | MOS | MOS | NÜR | NÜR | HUN | HUN | LEC | LEC | JRZ | JRZ | 66     | 11.  |
| 2014 | AVF         | 8   | 13  | 5   | 5   | 6   | DNF | DNF | 2   | 8   | 9   | 5   | DNF | 15  | 11  | 19  | 13  | 14  | 66     | 11.  |

### Einzelergebnisse in der GP2-Serie
| Jahr | Team    | 1   | 2   | 3   | 4   | 5   | 6   | 7   | 8   | 9   | 10  | 11  | 12  | 13  | 14  | 15  | 16  | 17  | 18  | 19  | 20  | 21  | 22  | Punkte | Rang |
| ---- | ------- | --- | --- | --- | --- | --- | --- | --- | --- | --- | --- | --- | --- | --- | --- | --- | --- | --- | --- | --- | --- | --- | --- | ------ | ---- |
| 2015 | Lazarus | BRN | BRN | ESP | ESP | MON | MON | AUT | AUT | GBR | GBR | HUN | HUN | BEL | BEL | ITA | ITA | RUS | RUS | BRN | BRN | UAE | UAE | 0      | 29.  |
| 2015 | Lazarus | 16  | 18  | 17  | 13  | 22  | DNF | WD  | WD  | INJ | INJ | WD  | WD  | INJ | INJ | INJ | INJ | INJ | INJ | INJ | INJ | INJ | INJ | 0      | 29.  |

### Le-Mans-Ergebnisse
| Jahr | Team             | Fahrzeug        | Teamkollege | Teamkollege   | Platzierung | Ausfallgrund |
| ---- | ---------------- | --------------- | ----------- | ------------- | ----------- | ------------ |
| 2015 | Team SARD-Morand | Morgan LMP2 Evo | Oliver Webb | Pierre Ragues | Ausfall     | Motorschaden |

### Einzelergebnisse in der FIA-Langstrecken-Weltmeisterschaft
| Saison | Team        | Rennwagen   | 1   | 2   | 3   | 4   | 5   | 6   | 7   | 8   |
| ------ | ----------- | ----------- | --- | --- | --- | --- | --- | --- | --- | --- |
| 2015   | Team Morand | Morgan LMP2 | SIL | SPA | LEM | NÜR | AUS | FUJ | SHA | BAH |
| 2015   | Team Morand | Morgan LMP2 |     | 11  | DNF | 10  |     |     |     |     |